# Steganomus javanus
Steganomus javanus är en biart som beskrevs av Conrad Ritsema 1873. Steganomus javanus ingår i släktet Steganomus och familjen vägbin. Inga underarter finns listade i Catalogue of Life.